# Diamesa aberrata
Diamesa aberrata är en tvåvingeart som beskrevs av William Lundbeck 1898. Diamesa aberrata ingår i släktet Diamesa och familjen fjädermyggor. Arten är reproducerande i Sverige. Inga underarter finns listade i Catalogue of Life.